# Seznam francoskih kriminalcev
Seznam francoskih kriminalcev.

## B
- Jacques de Bernonville (1897-1972)
- Jules Bonnot

## K
- Yvan Keller

## L
- Émile Louis
- Henri Désiré Landru

## M
- Jacques Mesrine
- Zacarias Moussaoui

## P
- Maurice Papon
- Marcel Petiot

## R
- Jean-Claude Romand

## S
- Albert Spaggiari

## T
- Paul Touvier

## V
- Eugène François Vidocq